# Gouvernement Guadalupe Victoria
Cet article présente la composition du gouvernement mexicain sous le président Guadalupe Victoria, il est l'ensemble des ministres du gouvernement républicain du Mexique. Il est ici présenté dans l'ordre protocolaire. Actuellement les membres du gouvernement exécutif du Mexique ne prennent pas le titre de ministre mais celui de secrétaire.

## Liste des ministres
| - Ministre des Relations Extérieures et Intérieures du Mexique - (1824 - 1825) : Juan Guzmán - (1825 - 1825) : Lucas Alamán - (1825 - 1825) : Manuel Gómez Pedraza - (1825 - 1826) : Sebastián Camacho - (1826 - 1827) : Juan José Espinosa - (1828 - 1829) : Juan de Dios Cañedo - (1829 - 1829) : Manuel Ortiz de la Torre - (1829 - 1829) : José María Bocanegra - Ministre de la Justice et des Affaires Ecclésiastiques du Mexique - (1824 - 1825) : Pablo de la Llave - (1825 - 1828) : Miguel Ramos Arizpe - (1828 - 1829) : Juan José Espinosa - Ministre de la Guerre et de la Marine du Mexique - (1824 - 1824) : Manuel de Mier y Terán - (1824 - 1825) : José Antonio Castro - (1825 - 1825) : Manuel Gómez Pedraza - (1825 - 1825) : José Ignacio Esteva - (1825 - 1827) : Manuel Gómez Pedraza - (1827 - 1827) : Manuel Rincón - (1827 - 1828) : Manuel Gómez Pedraza - (1828 - 1828) : Vicente Guerrero - (1828 - 1829) : Francisco Moctezuma | - Ministre des Finances du Mexique - (1824 - 1825) : José Ignacio Esteva - (1825 - 1825) : Pablo de la Llave - (1825 - 1827) : José Ignacio Esteva - (1827 - 1827) : Tomás Salgado - (1827 - 1828) : Francisco García - (1828 - 1828) : José Ignacio Pavón - (1828 - 1829) : José Ignacio Esteva - (1829 - 1829) : Bernardo González Angulo |